# نيستور موناستيريف
نيستور موناستيريف  (بالروسية: Не́стор Алекса́ндрович Монастырёв) ولد في 28 نوفمبر 1887 في موسكو وتوفي في طبرقة في تونس، هو وكيل ربان في البحرية الروسية، وكاتب ومؤرخ في الأسطول الروسي.

## السيرة الذاتية
أصله من فيلق كاديت البحر، أصبح في 1908 يونكر الأسطول. تلقى شهادته في 1909 من جامعة موسكو. في 1914، درس ليصبح ضابطا على متن الغواصات. عمل بعدها على زراعة ألغام Grand-Prince André وعلى زورق طوربيد Jarki. في 1915، عين ضابطا على غواصة Crabe.

في 3 ديسمبر 1916، رقي لمرتبة ملازم، وتلقى وسام سيف القديس جورج. عمل كضابط كبير على متن الغواصة Cachalot، ومارس 1917، ثم في مارس 1917 على متن غواصة Bourevestnik.

في سبتمبر 1917، قاد غواصة Skat. عمل في القوات المسلحة لجنوب روسيا في الجيش الروسي وذلك حتى تحرير القرم. في أبريل 1919، عمل كضابط على الغواصة تيولن، وفي نهاية مايو 1919، قاد الغواصة أوتكا.

في أكتوبر 1920، عين وكيل ربان. في 25 مارس 1921 كان من بين الأسطول الروسي في بنزرت في تونس وذلك كقائد الغواصة AG-22، وبين 1921 ويوليو 1922 قائدا للغواصة أوتكا.

بين أكتوبر وديسمبر 1922 قاد قسم الغواصات.

أسس في سنوات 1921 و1923 مجموعة بنزرت البحرية (Бизертинский морской сборник). تم كتابة هذه الصحيفة على متن غواصة أوتكا وطبعت في مدرسة طلاب البحرية الواقعة في قصر الجبل الكبير. ككاتب في البحرية، هو عضو في اللجنة التاريخية لرابطة للضباط القدامى للبحرية الروسية في أمريكا.

## التشريفات
- سيف القديس جورج للشجاعة.

## مؤلفاته
- ملاحظات ضابط بحري، بنزرت، 1928.
- في البحر الأسود 1912-1920، باريس، 1928.
- من سقوط أسطول القيصر - Vom Untergang der Zarenflotte، برلين 1930.
- تاريخ البحرية الروسية، باريس، 1932.
- على ثلاثة بحار، تونس العاصمة، 1932.
- سفينة الغواصة، باريس، 1935.
- Groumant, Spitzberg inconnu، باريس، 1937.
- مقالات في مجموعة بنزرت البحرية.